# Angey
Angey ist eine Ortschaft und eine ehemalige französische Gemeinde mit 288 Einwohnern (Stand 1. Januar 2022) im Département Manche in der Region Normandie. Sie gehörte zum Arrondissement Avranches und zum gleichnamigen Kanton.
Mit Wirkung vom 1. Januar 2016 wurden die früheren Gemeinden Angey, Champcey, Montviron, La Rochelle-Normande und Sartilly zur Commune nouvelle Sartilly-Baie-Bocage zusammengelegt und haben in der neuen Gemeinde den Status einer Commune déléguée. Der Verwaltungssitz befindet sich im Ort Sartilly.

## Lage
Angey wird von den Nachbarorten Jullouville im Westen, Sartilly im Osten und Dragey-Ronthon im Süden flankiert.

## Bevölkerungsentwicklung

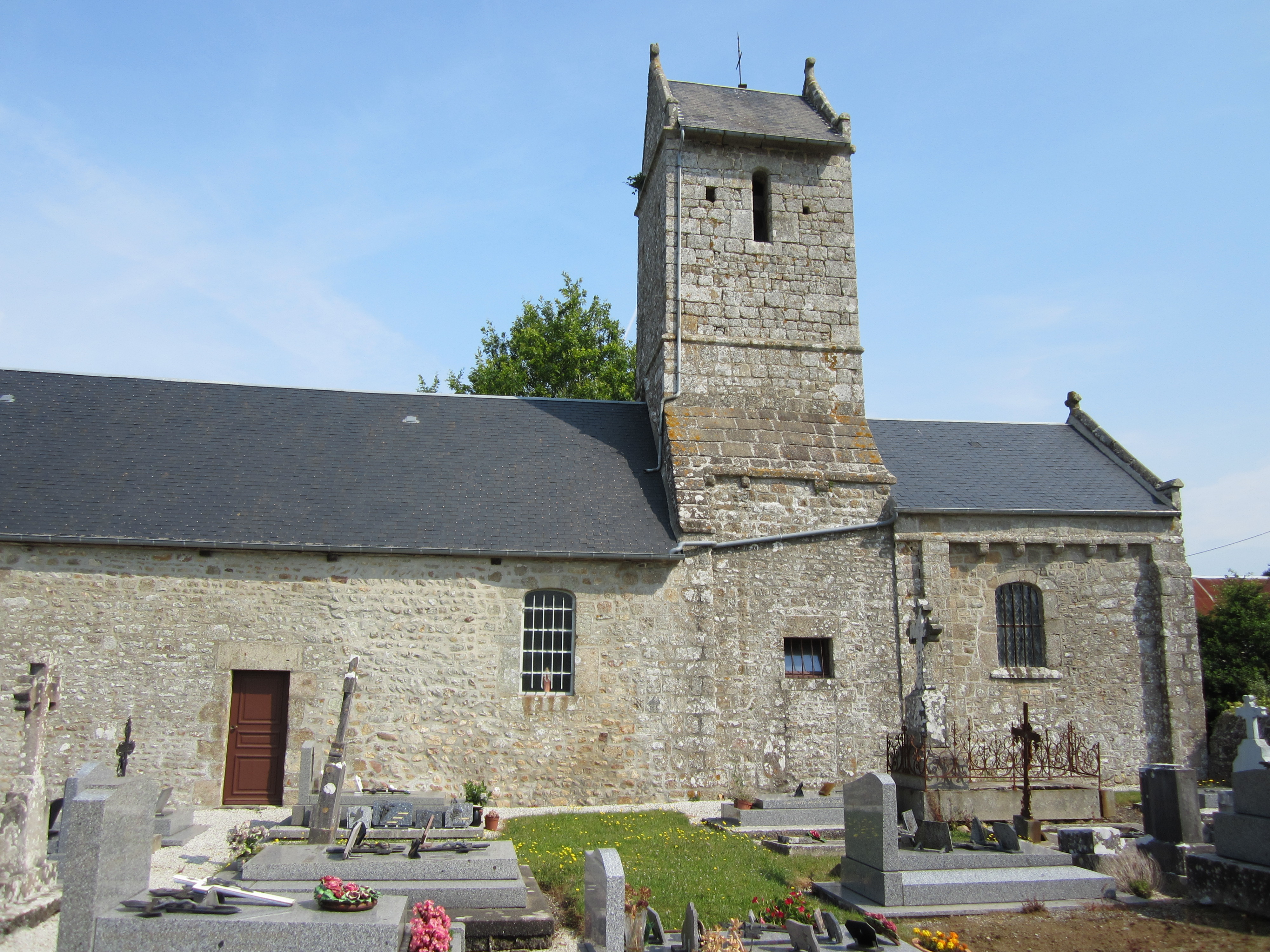
Kirche Saint-Samson

| Jahr      | 1962 | 1968 | 1975 | 1982 | 1990 | 1999 | 2008 | 2015 |
| --------- | ---- | ---- | ---- | ---- | ---- | ---- | ---- | ---- |
| Einwohner | 149  | 137  | 119  | 115  | 133  | 140  | 221  | 266  |